# Wojnowo (jezioro na Pojezierzu Gnieźnieńskim)
Wojnowo – jezioro w województwie wielkopolskim, w powiecie poznańskim, w gminie Murowana Goślina, w pobliżu wsi Wojnowo, leżące na terenie Pojezierza Gnieźnieńskiego.

## Dane morfometryczne
Powierzchnia zwierciadła wody wynosi 20,0 ha.

## Hydronimia
Według urzędowego spisu opracowanego przez Komisję Nazw Miejscowości i Obiektów Fizjograficznych (KNMiOF) nazwa tego jeziora to Wojnowo. W różnych publikacjach i na mapach topograficznych jezioro to występuje pod nazwą Jezioro Wojnowskie.